# Sergio Musicardi
Sergio Musicardi es uno de los personajes de Esperando la carroza, una obra de teatro que fue llevada al cine en 1985, con una segunda parte estrenada en 2009 de donde se desprende su interpretación más conocida por Juan Manuel Tenuta.

## El personaje
Sergio es uno de los cuatro hijos de Mamá Cora, casado con Elvira Romero con quien tiene una hija en común, Matilde Musicardi. Es gordo, haragán, no le gusta mucho bañarse, y prefiere dejar todos los asuntos de la casa en manos de su esposa. Mantuvo una relación extramatrimonial con su cuñada Nora, la esposa de su hermano Antonio, que intenta disimular bajo todo concepto, aunque a veces sea muy evidente. Vive muy pendiente de las apariencias, preocupado porque no se conozca ni su relación extramatrimonial y por lo que piensen los vecinos en el "supuesto" funeral de su madre.
Sergio acompaña a Antonio en la búsqueda de su desaparecida madre, en la clásica escena de las empanadas, donde manifiesta su costado más humano, mostrando la pobreza y la miseria que lo acompaña.
En la segunda parte de la historia, Sergio acompaña a su hija Matilde y a su nieta Martita a la casa de su hermano Antonio sin su esposa, que tiene una jaqueca. Allí su cuñada y examante lo pone en el papel de parrillero, vistiéndolo con atuentos típicos del gaucho argentino. Así es que se siente traicionado por su familia, y reclama que le paguen por los servicios prestados. Aquí en esta segunda parte, muestra ser un tipo mucho más honesto y parece haber madurado.